# Росомаха: Снікт!
Росомаха: Снікт! (англ. Wolverine: Snikt!) — п'ятисерійна комікс-серія, написана і намальована манґакою Ніхеєм Цутому, опублікована Marvel Comics у 2003 році як частина їхнього недовговічного імпринту Tsunami із головним героєм Росомахою.
Назва посилається на ономатопеїчне зображення звуку висування кігтів Росомахи — металевого звуку, завжди записуваного як «снікт».

## Сюжет
Росомаха прогулюється Центральним парком у Нью-Йорку, коли дівчина, на ім'я Фуса повідомляє йому, що її народ зазнає масового знищення. Вона переносить Росомаху у 2058 рік, де людство майже повністю винищено новими істотами під назвою «Мандати». Фуса просить Росомаху боротися проти Мандатів, які створюють програми для обробки металів, за винятком адамантію, металу, що покриває кістки та кігті Росомахи. Росомаха погоджується і вирушає на місію до колонії Мандатів, де знаходиться Прогенітур (перший і єдиний Мандат, здатний до реплікації). Під час місії команда Росомахи гине, залишаючи в живих лише його самого та Полковника (адамантієвого кіборга). Полковник допомагає Росомасі дістатися до слабкого місця Прогенітура — його Орбового ядра. Там Росомаха знищує Орбове ядро, спричиняючи загибель усіх інших Мандатів. Наприкінці Фуса просить Росомаху залишитися в майбутньому, але той відмовляється, заявляючи, що належить іншому часу, і сподівається більше їх не побачити (в позитивному значенні). Після цього Фуса повертає його у минуле, де Росомаха цитує Джима Моррісона: «Майбутнє невизначене, а кінець завжди близько».

## Зібрані видання
Серію зібрано у форматі збірника під назвою Wolverine Legends Volume 5 у січні 2004 року. Viz Media перевидала серію у розширеному виданні в червні 2023 року.

## Відгуки
Закарі Дженкінс із Polygon включив Росомаха: Снікт! до списку «10 найкращих коміксів про Росомаху всіх часів», назвавши це «унікальною роботою Нігея та прикладом того, чого мають прагнути більше коміксів».